# 糖鎖

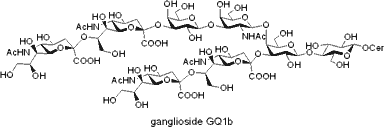
糖脂質の一種であるガングリオシドGQ1ｂ

糖鎖（とうさ、英語: glycan）とは、各種の糖がグリコシド結合によって、鎖のようにつながりあった一群の化合物を指す。結合した糖の数は2つから数万まで様々であり、10個程度までのものをオリゴ糖とも呼ぶ。多数のα-グルコース分子からが直線上に結合したアミロースやセルロースは最も単純な糖鎖といえる。
糖鎖は糖同士だけでなく、タンパク質や脂質その他の低分子とも結合して多様な分子を作り出す。これら糖タンパク質、糖脂質は生体内で重要な生理作用を担う。
糖鎖は、タンパク質、DNA・ゲノムに続く第三の生命鎖（バイオポリマー）と呼ばれる。前者二つに比べ遅れていた研究が本格化しつつあり、日本の東海国立大学機構などが糖鎖のデータベース化などのプロジェクトに2023年度から着手した。

## 生体内での糖鎖
アミロースやアミロペクチン、グリコーゲンなどは、グルコースを多数結合させて、体内でのエネルギー源として保存しやすい形に蓄積したものといえる。またセルロースやキチンなどは丈夫な繊維になるため、動植物の体を構築する素材として重要である。糖タンパク質の糖鎖には、セリンやスレオニンのヒドロキシ基にα結合しているO-グリコシド結合糖鎖と、アスパラギンのアミノ基にβ結合しているN-グリコシド結合糖鎖がある。N-グリコシド結合糖鎖はサイトソルと小胞体で合成され、オリゴ糖転移酵素（OST）によってタンパク質のアスパラギンに結合させられる。この糖鎖は熱ショックタンパク質のフォールディングに関わっているものもあり、それらはシャペロンといわれる。O-グリコシド結合糖鎖にはムチン型糖鎖、プロテオグリカン、糖脂質などがある。
細胞表面にもシアル酸を含むガングリオシドなどの糖鎖は存在しており、これらは細胞接着、抗原抗体反応、ウイルスの感染など細胞のコミュニケーションに重要な役割を担う。例えば血液型（ABO式）の違いを作り出しているのも、糖鎖の構造の差である。また生理活性を持つ低分子の中にも糖鎖を持つものがあり、これらはDNAの特定の配置を認識して結合するなどしてその作用をアシストしている。

## 構造の多様性
糖鎖はタンパク質、DNAに続く第3のバイオポリマーと呼ばれるが、その重要な特性は構造の多様性にある。タンパク質・DNAの素材であるアミノ酸や核酸塩基は一列に並ぶことしかできないのに対し、糖は多数のヒドロキシ基が全て結合に活用しうるため、枝分かれして複雑な構造を作り出すことができる。またグリコシド結合のα・βの異性体も考え合わせれば、考えられる糖鎖の数はさらに増える。糖の種類自体もペントース、ヘキソース、アミノ糖、ウロン酸類、デオキシ糖などバリエーションが多いため、糖鎖の種類は実に膨大なものになる。糖鎖が情報を担う分子であるのは、こうした条件によっているといえる。

## 糖鎖の合成
遺伝子工学の進展によりタンパク質の合成が簡単にできるようになったのに対し、糖鎖の合成は純粋な化学合成に頼らざるを得ず、これが糖鎖の機能解明を阻む大きな要因となっている。化学合成による手段も、前述したように糖鎖の構造は複雑であるため十分発展しているとは言い難い。
まず糖の特定のヒドロキシ基だけを反応させるために、他のヒドロキシ基との反応性の差を利用して保護基をかける必要がある。様々な条件で脱保護できる保護基が開発されており、グルコースなど一般的な糖には選択的な保護を行うための手段が確立されている。ただしこの保護だけでも多段階を要し、高い技術が必要となる。
グリコシル化反応も臭化糖、フッ化糖、アセトイミデート、チオグリコシドなど様々な誘導体を用い、立体を制御しながら糖同士を結合させる反応が数多く開発されている。ただしこれらによってもまだ収率・選択性など十分とは言い難く、自由に必要な糖鎖を作り出せる段階にはまだ遠いのが現状である。固相合成によって効率よく合成を行う手段も検討されつつある。
また、近年糖転移酵素を用いた酵素合成も盛んに行なわれて来ている。シアル酸転移酵素、ガラクトース転移酵素、フコース転移酵素などの一部は糖核酸を供与体として、適切な基質を選択する事で、高収率、高選択的に目的の糖を導入する事ができる。
化学合成と酵素合成を併用した、chemo-enzymatic な方法は、生理活性糖鎖を合成する有力な方法の一つになっている。